# Clytus trifolionotatus
Clytus trifolionotatus är en skalbaggsart som beskrevs av J. Linsley Gressitt och Yves Rondon 1970. Clytus trifolionotatus ingår i släktet Clytus och familjen långhorningar.
Artens utbredningsområde är Laos. Inga underarter finns listade i Catalogue of Life.